# Bence Béres
Bence Béres (26 agosto 1992) è un pattinatore di short track ungherese.

## Palmarès

### Universiadi invernali
- 1 medaglia:
  - 1 oro (staffetta a Trentino 2013).

### Campionati europei di short track
- 2 medaglie:
  - 2 bronzi (staffetta a Torino 2009; staffetta a Malmö 2013).